# Дюрнбергер, Бернд
Бернхард (Бернд) Дюрнбергер (нем. Bernhard "Bernd" Dürnberger, род. 17 сентября 1953 года в Кирханшёринге) — немецкий футболист, в 1970—1980-х годах выступавший за мюнхенскую «Баварию».

## Карьера
Выступавший в амплуа защитника и полузащитника, Бернд Дюрнбергер отыграл 13 сезонов за «Баварию», выйдя на поле, в общей сложности, в 375 играх в Бундеслиге и забив 38 голов. Суммарно завоевал 11 трофеев с «Баварией» тех лет. Вместе с Хейнцем Стёем, голкипером золотой эры голландского «Аякса», делит условный пьедестал почёта, как выигравший практически все важнейшие клубные титулы, и при этом не привлекавшийся в сборную своей страны.

## Достижения
- Межконтинентальный кубок по футболу (1): 1976
- Кубок европейских чемпионов (3): 1974, 1975, 1976; финалист 1982
- Бундеслига (5): 1973, 1974, 1980, 1981, 1985
- Кубок ФРГ (2): 1982, 1984; финалист 1985